# Pouldergat
Pouldergat é uma comuna francesa na região administrativa da Bretanha, no departamento Finisterra. Estende-se por uma área de 24,28 km². Em 2010 a comuna tinha 1 234 habitantes (densidade: 50,8 hab./km²).